# Мемориальный комплекс «Коркыт ата»
Мемориальный комплекс «Коркыт ата» был возведён в память известному тюркскому и огузскому акыну Коркыт-ата в 1980 году в Кармакшинском районе Казахстана. Авторами данного сооружения являются Б. Ә. Ибраев и С. И. Исатаев.
Был официально внесён в список ЮНЕСКО, как объект культурного наследия и находится под охраной государства с 28 ноября 2018 года. Реконструкция комплекса произошла в 2014 году.

## Строение
Комплекс в общей сложности занимает 8 гектаров площади. Выполнен он в виде кобыза лежащего, на расстеленном ковре. Музей и административное здание изображают ушки кобыза, статуя священного животного, кошкара, изображает тегі (элемент кобыза, служащий для держания струн).

## Составные части
Музей включает в себя экспонаты, описывающие хронологическую последовательность истории сырдарьинского края. Выполнен в виде буквы «Г» состоит из одного этажа и трёх залов.
Статуя кошкара — мифологический прообраз соединяющий небо с землёй. Представляет собой грифона: смеси орла и барана(голова и крылья орла, тело барана).
Амфитеатр представляет собой «зал» под открытым небом, вмещающий около 2000 человек. Диаметр амфитеатра внизу составляет 12,5 метров, 38 вверху. Каждые 4 года организовывается тюркский фестиваль.
Пирамида желаний имеет вход и лестницу, ведущую к внутреннему строению, где каждый проходит 7 раз вокруг этой пирамиды ради исполнения задуманного желания.
Стела высотой 12 метров расположена по направлению к четырём сторонам света, выполнена из 92 блоков корбинского гранита. Наверху имеются 40 металлических труб, которые при дуновении ветра издают звуки кобыза. Данная стела является символом Кызылорды.
«Ковёр» выложен из 7 видов камней, привезённых из ближайшего карьера, располагающегося в 18 км от мемориального комплекса.

## Легенда о Коркыт-ата
Коркыт-ата пророчили смерть к 40 годам, поэтому он стал переезжать из города в город, чтобы убежать от Смерти, которая постоянно ступала по его стопам. Так он объездил четыре стороны света и вернулся к родной земле, к берегам Сырдарьи. Ночью ему приснилось видение, где он создал кобыз. Проснувшись, он понял, что обязан изготовить этот инструмент, и тогда сможет избежать смерти. Он срубил целое дерево и вырезал основание, зарезал свою верблюдицу, на которой странствовал эти года, и натянул её кожу на низ кобыза, отловил маленького жеребца и сделал из его волос струны. Завершив изготовление музыкального инструмента он начал играть на нём. Всё замирало при звуке, издаваемом кобызом, говорят, что даже река Сырдарья замедляла своё течение. В это время 40 молодых девушек услышали мелодию и захотели увидеть предмет, который издаёт этот прекрасный звук. Долгим был их путь, и они очень истощились. Когда они вступили в поселение Дешикыпчак, 39 девушек погибло от голода, и только последняя хромая девушка смогла добраться до цели, ведь она шла с козой, которая давала ей пропитание. Но не долго длилось её счастье, ведь увидев Коркыт-ата, играющего на кобызе, она упала замертво. Её могила находится на расстоянии 1,5 км от мемориального комплекса, а могила Коркыт-ата была разрушена в 1952 году из-за того, что река Сырдарья вышла из берегов.